# Acacia leucophylla
Acacia leucophylla é uma espécie de leguminosa do gênero Acacia, pertencente à família Fabaceae.